# 王守璘
王守璘（993年—1057年），辽朝涿州范阳人。
王守璘隐居不出仕，左右千余家，有争讼不决之事，不去告官而找他裁决。王守璘据理辨析，无不各尽其情。王守璘仁慈，待客尽礼，对于偷盗自己财物者，多不追究。有知人之明，见到幼年的杨遵勗，就说他能光大杨氏之门，后来果然官至侍中。舍饭僧徒千百人。清宁三年（1057年），在家中去世，时年六十五岁。